# ورزشگاه علی سامی ین
ورزشگاه علی سامی ین (به ترکی استانبولی: Ali Sami Yen Stadium) یک ورزشگاه فوتبال و زمین فوتبال در ترکیه است که در مجیدیه‌کوی واقع شده‌است.